# عمر فاروق عثمان أوغلي
الشاهزاده عمر فاروق بن عبد المجيد الثاني هو أمير عثماني وابن الخليفة الأخير عبد المجيد الثاني من زوجته شهسوار خانم، ولد في 27 فبراير 1898 في قصر أورطة كوي في إسطنبول وتوفي في 28 مارس 1969 بحي المعادي في القاهرة.

## بناته
له 3 بنات، كلهن من زوجته الأولى رقية صبيحة سلطان.
| الاسم                | الولادة        | الوفاة        | الملاحظات                                                       |
| -------------------- | -------------- | ------------- | --------------------------------------------------------------- |
| فاطمة نسل شاه سلطان  | 4 فبراير 1921  | 2 أبريل 2012  | تزوجت مرة ولها بنت وولد، توفيت في إسطنبول، تركيا                |
| زهراء خانزاده سلطان  | 19 سبتمبر 1923 | 19 مارس 1998  | تزوجت مرة ولها بنت وولد، توفيت في باريس، فرنسا                  |
| نجلاء هبة الله سلطان | 15 مايو 1926   | 6 أكتوبر 2006 | ولدت في نيس، تزوجت مرة ولها ولد واحد، توفيت في لشبونة، البرتغال |